# 矮小锐额蚤
矮小锐额蚤（学名：Alonella nana）为盘肠蚤科锐额蚤属的动物。分布于日本、丹麦、芬兰、捷克、斯洛伐克、英国、德国、法国、俄罗斯以及中国大陆的辽宁、青海、西藏、中朝边境水域等地，一般栖息于河川、湖泊以及沼泽地带的水洼内。